# Хоростківський державний дендрологічний парк
Хоросткі́вський дендропа́рк — дендрологічний парк, пам'ятка садово-паркового мистецтва загальнодержавного значення в Україні. Розташований у місті Хоростків Чортківського району Тернопільської області.
Площа 18 га. Заснований у 1972 році. Підпорядкований Тернопільській державній сільськогосподарській дослідній станції Української Академії аграрних наук. Постановою державного комітету України в 1980 року парк було затверджено як парк-пам'ятка садово-паркового мистецтва республіканського значення, а в 1983 році рада міністрів України перевела його у вищу категорію — Державний дендрологічний парк.

## Історія створення парку
Парк закладений з ініціативи та під керівництвом В. Г. Корчемного.У 1954 році Василь Корчемний приїжджає працювати на сільськогосподарську станцію в місто Хоростків.
У 1961 році Василем Корчемним  було створено парк та невеликий дендропарк площею 3 га з нагоди 100-річчя від дня смерті Тараса Шевченка. Щоб збагатити дендропарк винятково цікавою і екзотичною флорою, Василь Корчемний звертався до співробітників і колег ботанічних садів Москви, Києва, Одеси, Львова, Ніжина, Батумі, Сухумі, Ташкента, Тбілісі, Риги, Владивостока, Ужгорода, Чернівців, Кам'янця-Подільського, Ялти та інших міст. Майже з п'ятдесяти таких закладів збирав посадковий матеріал, саджанці та насіння. У червні 1983 року Хоростківський дендропарк відвідали українські академіки К. Ситник, Д. Гордзінський, В. Смірнов та доктор сільськогосподарських наук М. Жигайло. У 1990 році дендропарк відвідав президент Української академії аграрних наук О. Созінов, у 1992 році — представник президента України по Тернопільській області проф. Роман Гром'як.
Тут проводилась робота з інтродукції (перенаселенню), акліматизації (пристосуванню до нових умов) різних видів дерев та чагарників, зокрема акліматизації хвойних, магнолієвих, виведенню їхніх нових різновидностей та форм.
У колекції понад півтори тисячі різних видів, різновидностей, форм екзотичних, реліктових та аборигенових дерев і чагарників, представників трав'янистої флори з усіх континентів (крім Антарктиди). У 1972 році в дендропарку вперше на Поділлі розпочалась робота з інтродукції та акліматизації рододендронів.

## Ландшафтно-архітектурне планування
Планування дендропарку Василь Корчемний вирішив у двох стилях паркобудівництва — регулярному, або французькому (передня частина), і ландшафтному, або англійському (решта, понад 70 % території). Обидва ці стилі доповнюють один одного, створюють єдиний ансамбль. У передній частині парку дерева та кущі висаджені симетрично, розміщені газони, квітники, малі форми скульптури, лавки. У ландшафтній частині сформовано мальовничі пейзажі на тлі широких галявин та звивиста мережа доріжок. У зелень парку вплітаються альтанки і павільйони, фонтани та водойми, скульптурні прикраси. Розбито квітники у вигляді вузької смуги вздовж доріжок. Види дерев і чагарників представлені біогрупами. 
В центрі парку розташований будинок садівника. Від центральної алеї, яка бере початок від головного входу, розходяться дороги і доріжки, відмежовуючи його секції і партер, регулярний і ландшафтний парки, кам'яну гірку з водоймою, мініатюрний дитячий парк регулярного стилю, «Єлисейські поля», магнолієвий і рододендроновий сади, папоротевий гайок, бузковий гай.
У дендрологічному парку створено 3 відділення: дендрології, трав'янистої флори та відділ нових і маловідомих плодово-ягідних культур   

## Флористичний склад
У дендропарку є 187 видів і форм дерев, кущів, ліан. З-поміж них 7 ялівців, 17 сосен, 2 туї, 17 ялин, 15 дубів, 10 магнолій. Всі вони витримали кліматичні умови так званого "холодного Поділля" і вже почали плодоносити та давати насіння.

### Хвойні (шпилькові) культури парку
гінкго (у парку зростає 3 дерева даного виду), кедр, калоцедрус, кипарисовик, кипарис, криптомерія, модрина, мікробіота, метасеквоя, сосна, туєвик, тсуга, псевдотсуга, туя, тис, ялиця, ялина, ялівець.

### Листяні культури парку
акація, айва, айлант, аморфа, актинідія, аравія, барбарис, береза, бундук, будделя давида, бузок, бук, коркове дерево амурське, берека, бірючина, верба, вишня, в'яз, вільха, граб, гледичія, горіх, глід, гордензія, горобина, дуб, дейція, жимолость, ірга, керія, кольвіція, курильський чай, кисильник, катальпа, кизил, каштан, калина, клен, лавровишня, ліщина, фундук, лимонник китайський, липа, малина, магонія, мухірник, маклюра, маслинка, магнолія, обліпиха, птелея, піраканта, павловнія, платан, півонія, ракитник, рододендрон, самшит, скумпія, сумах, сніжноягідник, слива, смородина, секурінега, софора, таволга, тополя, тамарикс, текома, троянда, тюльпанове дерево, форзиція, церціс, чубушник, черемха, шовковиця, ясен, яблуня.